# Franciszek Łęczycki
Franciszek Łęczycki pseud. Broda, Franek, Michał (ur. 10 kwietnia 1885 w Częstochowie, zm. 31 maja 1974 w Warszawie) – polski działacz socjalistyczny, związany z PPS, PPS-Lewicą, KPP, przewodniczący kierownictwa ZWW, współzałożyciel i działacz PPR i działacz PZPR. Budowniczy Polski Ludowej.

## Życiorys
Syn Henryka i Teofili. We wczesnej młodości pracownik huty „Częstochowa”, gdzie w 1904 wstąpił do PPS. Rok później został instruktorem Organizacji Bojowej PPS w Częstochowie. Po rozłamie w PPS działał w PPS-Lewicy. 
W 1907 został skazany na 4 lata zesłania na Syberię. W 1911 powrócił do kraju i kontynuował działalność polityczną w PPS-Lewicy na terenie Krakowa. Wkrótce po wybuchu I wojny światowej aresztowany na terenie Czech za działalność polityczną i osadzony w obozie jeńców cywilnych na terenie Austrii. W 1916 po zwolnieniu z obozu udał się do Wiednia, gdzie rozpoczął działalność polityczną wśród emigracji polskiej. Był współredaktorem polskich pism rozsyłanych do skupisk polskich w Austrii, Niemczech i na Węgrzech, a także do kraju. W latach 1916–1917 należał do Socjaldemokracji Austrii (Lewica), a w latach 1918–1919 do KPA. 
Po powrocie do kraju w 1919 kontynuował działalność polityczną w KPRP (późniejszej KPP) i pracował w Wydziale Kolejowym KC KPRP. Jeszcze w maju 1919 został skierowany przez KC KPRP do organizowania partii na terenach Galicji Wschodniej, gdzie wchodził w skład władz centralnych Komunistycznej Partii Galicji Wschodniej, a następnie KPZU. Za aktywną działalność komunistyczną w Galicji aresztowany w 1921 i sądzony w tzw. procesie świętojurskim we Lwowie (22 listopada 1922–11 stycznia 1923). Po powrocie do Warszawy działał nadal w KC KPP na odcinku kolejarskim i inteligenckim, aż do rozwiązania partii w 1938. W 1924 został skierowany przez KC KPP do Łodzi, gdzie brał udział w kierowaniu przygotowaniami do wyborów do łódzkiej rady miejskiej. W II RP był jeszcze kilkakrotnie aresztowany i więziony, m.in. w 1936 przez rok za werbunek ochotników do Hiszpanii.
Po napaści Niemiec hitlerowskich na Polskę w 1939 brał udział w organizowaniu Robotniczej Brygady Obrony Warszawy (RBOW). W czasie okupacji początkowo związał się z tzw. Grupą Akademicką, z ramienia której prowadził pertraktacje z innymi rewolucyjnymi grupami konspiracyjnymi, m.in. SP ZSRR, Rewolucyjne Rady Robotniczo-Chłopskie „Młot i Sierp” i „Barykadą Wolności”. We wrześniu 1941 został przewodniczącym kierownictwa ZWW. 5 stycznia 1942 z ramienia tej organizacji brał udział w zebraniu założycielskim PPR. W okresie działalności w PPR, GL i AL pełnił różne funkcje na terenie Warszawy, m.in. z ramienia kierownictwa PPR utrzymywał łączność z organizacją partyjną w getcie warszawskim. Uczestniczył w powstaniu warszawskim. Po upadku powstania, przez obóz w Pruszkowie przedostał się do Krakowa, a następnie do Zakopanego. 
Po styczniu 1945 był pierwszym sekretarzem PPR w Zakopanem i członkiem Komitetu Wojewódzkiego PPR w Krakowie. W grudniu 1945 na I Zjeździe PPR został członkiem KC PPR i otrzymał mandat członka CKPP. Od tej pory do przejścia na emeryturę w czerwcu 1964 pracował w KC PPR i PZPR. 
Odznaczony Orderem Budowniczych Polski Ludowej (1972), Orderem Krzyża Grunwaldu III klasy, Orderem Sztandaru Pracy I klasy, Krzyżem Komandorskim Orderu Odrodzenia Polski, Złotym Krzyżem Zasługi (1946) i Krzyżem Partyzanckim. 
Został pochowany z honorami 3 czerwca 1974 na cmentarzu Powązki Wojskowe w Warszawie (kwatera C2-tuje-5). W pogrzebie uczestniczyli przedstawiciele kierownictwa PZPR: Władysław Kruczek, Edward Babiuch, Andrzej Werblan, Arkadiusz Łaszewicz oraz Stefan Misiaszek.